# Бжозово (гміна Новоґард)
Бжозово (пол. Brzozowo, нім. Birkenwalde) — село в Польщі, у гміні Новоґард Голеньовського повіту Західнопоморського воєводства.
Населення — 72 особи (2011).
У 1975-1998 роках село належало до Щецинського воєводства.

## Демографія
Демографічна структура станом на 31 березня 2011 року:
|          | Загалом | Допрацездатний вік | Працездатний вік | Постпрацездатний вік |
| -------- | ------- | ------------------ | ---------------- | -------------------- |
| Чоловіки | 34      | 9                  | 23               | 2                    |
| Жінки    | 38      | 10                 | 21               | 7                    |
| Разом    | 72      | 19                 | 44               | 9                    |